# Bilozerne, Novhorodka
Bilozerne (în ucraineană Білозерне) este un sat în comuna Kuțivka din raionul Novhorodka, regiunea Kirovohrad, Ucraina.

## Demografie
Componența lingvistică a localității Bilozerne
     Ucraineană (94,17%)
     Rusă (5,48%)
     Alte limbi (0,18%)
Conform recensământului din 2001, majoritatea populației localității Bilozerne era vorbitoare de ucraineană (94,17%), existând în minoritate și vorbitori de rusă (5,48%).